# Π-アリルパラジウム錯体
π-アリルパラジウム錯体（パイ-アリルパラジウムさくたい、英: Allylpalladium(II) chloride dimer）あるいはアリルパラジウム(II)クロリド二量体は化学式 (η3- C3H5)2Pd2Cl2で表される化合物である。この黄色の空気に対して安定な化合物は有機合成で用いられる重要な触媒である。

## 合成および反応
本化合物は一酸化炭素を、塩化パラジウム(II)、塩化ナトリウム、塩化アリルのメタノール水溶液に吹き込むことによって調製される。
{\displaystyle {\ce {2Na2PdCl4\ + 2CH2=CHCH2Cl\ + 2CO\ + 2H2O}}}
{\displaystyle {\ce {-> (C3H5)2Pd2Cl2\ + 4NaCl\ + 2CO2\ + 4HCl}}}
APCはシクロペンタジエニルアニオンと反応し、対応する18e錯体シクロペンタジエニルアリルパラジウムを与える。
{\displaystyle {\ce {(C3H5)2Pd2Cl2\ + 2NaC5H5 -> 2Pd(\eta3-C3H5)(\eta5-C5H5)\ + 2NaCl}}}